# Sankt Wolfgang im Salzkammergut
Sankt Wolfgang este un târg situat în districtul Gmunden, Salzkammergut (Traunviertel), Austria Superioară.
Localitatea este amplastă la altitudinea de 548 m deasupra n.m. la poalele muntelui Schafberg pe malul de nord al lacului Wolfgang. Sankt Wolfgang ocupă suprafața de 56,6 km² și avea în 2010, 2.829 loc. cu o densitate de 50 loc./km².